# Barracas (Castellón)
Barracas (valencianisch: Barraques) ist eine Gemeinde (Municipio) mit 195 Einwohnern (Stand: 2024) in der Provinz Castellón in der spanischen autonomomen Region Valencia. 

## Geographie
Barracas liegt etwa 65 Kilometer westlich der Provinzhauptstadt Castellón de la Plana und etwa 80 Kilometer nordnordwestlich von Valencia im Bezirk Alto Palancia in einer Höhe von ca. 980 m. Durch die Gemeinde führt die Autovía A-23.

## Sehenswürdigkeiten

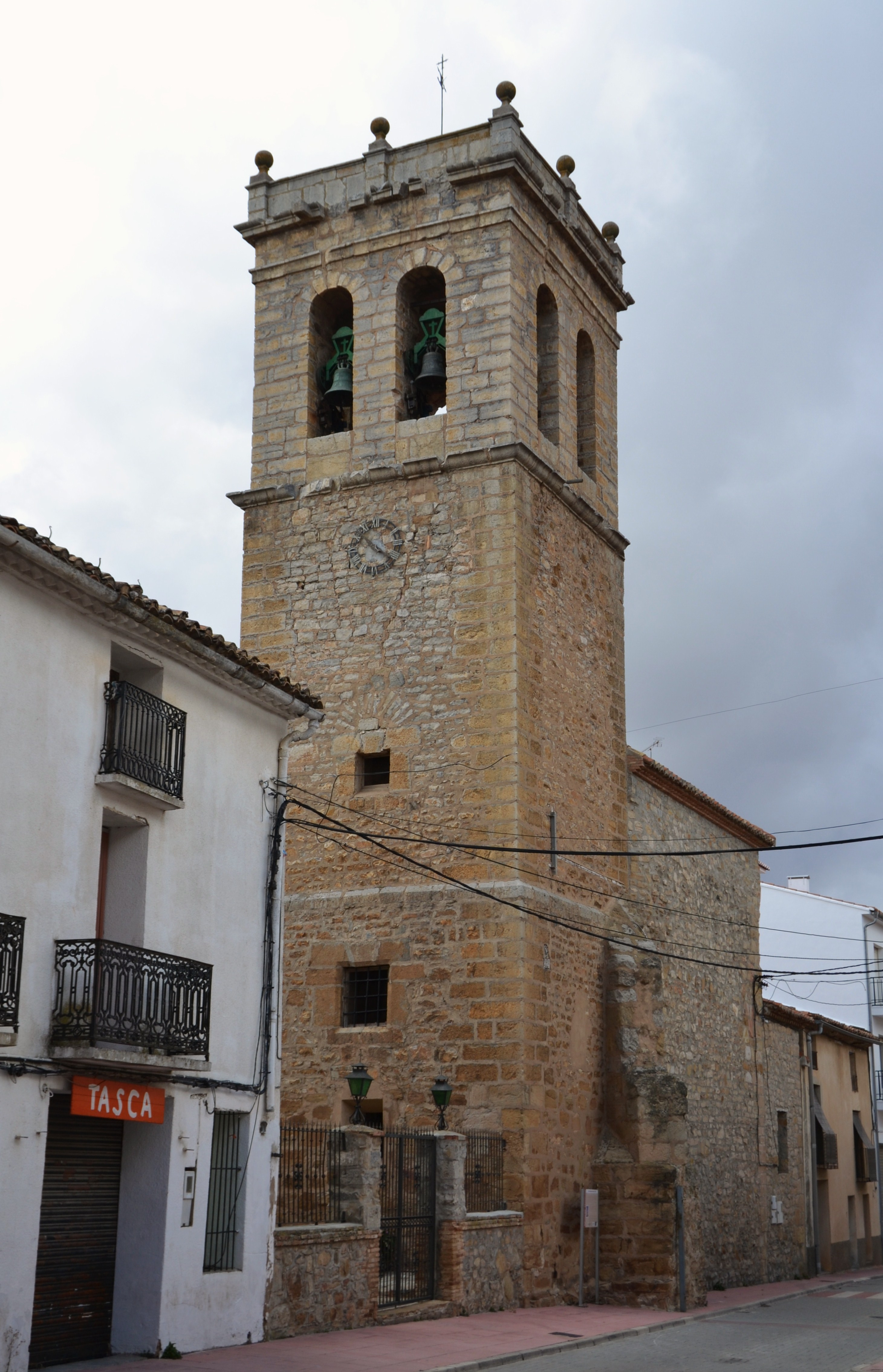
Peterskirche
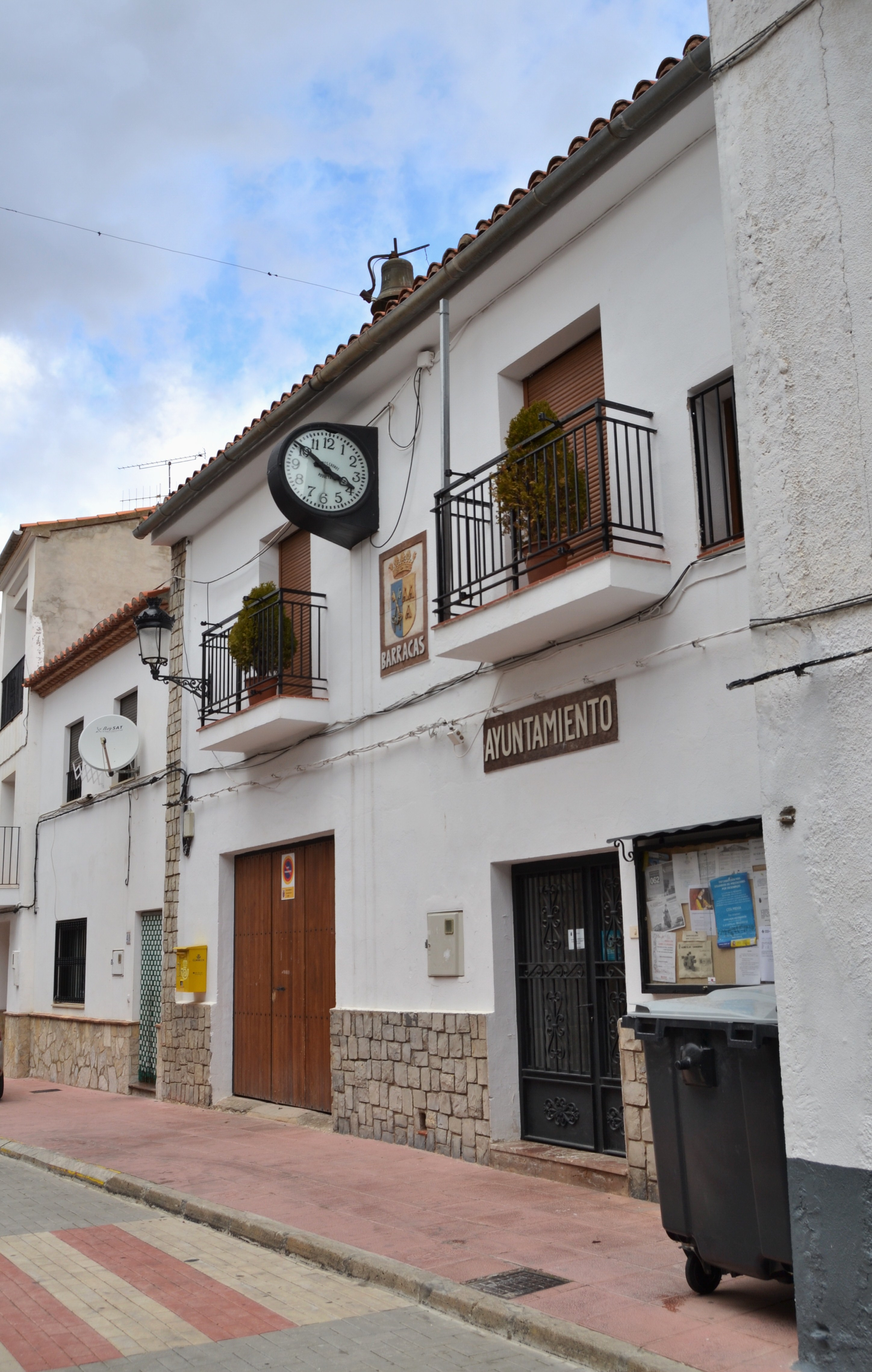
Rathaus

- Rochuskapelle
- Kapelle von Vallada

- Peterskirche
- Rathaus